# Maurice Tillieux
Maurice Tillieux (Huy (Belgio), 7 agosto 1921 – Francia, 2 febbraio 1978) è stato un fumettista belga riconosciuto autore di fumetti di genere poliziesco come le serie Gil Jourdan e Félix, fra le migliori e più influenti del genere; è stato inoltre autore di testi per altri noti disegnatori come Will, Roger Leloup, Francis, François Walthéry, Jean Roba e Arthur Piroton.

## Biografia
Nacque nel 1921 in una famiglia di origini francesi a Huy, nella provincia di Liegi; crebbe sviluppando una passione per la narrativa poliziesca di autori classici come Agatha Christie e Arthur Conan Doyle e poi per il cinema americano noir, ammirando film come Casablanca e Il mistero del falco con Humphrey Bogart; riferimenti a queste opere cinematografiche si troveranno nelle sue opere nella rappresentazione delle sequenze d'azione e nel uso del bianco e nero. Esordì nel 1936 pubblicando una illustrazione su Le Moustique. Avrebbe voluto dedicarsi a una carriera nella marina mercantile ma, a causa del bombardamento del porto di Bordeaux durante la seconda guerra mondiale, si trovo impossibilitato a esercitare questa professione e, durante la guerra, si nascose per evitare il lavoro forzato dedicandosi a scrivere romanzi polizieschi, riuscendo a pubblicarne uno con la casa editrice Maréchal; oltre a scrivere, in questo periodo, realizzò illustrazioni per pubblicità e pubblicazioni francesi e belghe. Incominciò a disegnare fumetti nel 1942, senza riuscire però a pubblicarli; nel 1944 si unì allo studio di Guy Depière a Bruxelles, come assistente al montaggio, e poi incominciò a pubblicare su Le Moustique usando vari pseudonimi anglicizzati come John Cliff, James Jhames, Ronald Scott e Jill Morrison; le prime serie che realizzò per lo studio furono Bimbo, Romarin et Misky, Les Nouvelles Aventures de Bricole, Les Débrouillards e Jonas et Zénobie. Nel 1947 entrò nello staff della testata Héroïc-Albums, disegnando i primi episodi di Bob Bang; contemporaneamente pubblicò anche su Spirou e su L'Explorateur fino al 1950. Dal 1947 al 1949 fu anche assistente di Willy Vandersteen. Sulla rivista L'Explorateur pubblicò la serie Notre Oncle et Nous e Achille et Boule de Gomme, antesignano di quello che sarà Félix, una delle sue opere maggiori; su Héroïc pubblicò dal 1949 al 1956 una delle sue serie più importanti, il poliziesca Félix oltre alle serie Bill Sanders e Groupe K; dal 1954 al 1965 realizzò nello stesso periodo molte strisce della serie Monsieur Balourd per un'associazione nazionale per la prevenzione degli infortuni sul lavoro. Su rivista Le Journal de Paddy pubblicò nel 1955 le serie Vervaine et le Mystère e Le Trésor de Zapatec.
Nel 1955 iniziò a collaborare stabilmente con la casa editrice Dupuis, esordendo con la serie Marc Jaguar sulla rivista Risque-Tout e, quando questa pubblicazione si interruppe, iniziò a collaborare con Spirou sulla quale pubblicò Gil Jourdan, una serie poliziesca che nacque riprendendo e modificando i principali personaggi di Félix; la serie ebbe successo, divenendo una delle principali della rivista; nello stesso periodo per Spirou realizzò la serie Bob Slide e, per Le Moustique, la serie umoristica César et Ernestine che venne pubblicata dal 1959 al 1966, mentre, per Pilote la serie Zappy Max dal 1959 al 1960. Dal 1966 si dedicò a scrivere sceneggiature per altri artisti collaborando negli anni con diversi autori come Francis, per il quale ideò la serie Marc Lebut et son Voisin, e, nel 1968, la serie Tif et Tondu di Maurice Rosy; insieme a Will realizzò una serie di storie poliziesche e, nel 1969, collaborò con Arthur Pirotonper per creare la serie Jess Long. Collaborò poi anche con René Follet alla serie Alain Brisant, con François Walthéry alla serie Natacha, Jean Roba alla serie La Ribambelle, con MiTacq a Stany Derval e con Vittorio Leonardo a Hultrasson.
Negli anni settanta fu una delle colonne portanti di Spirou ma, a causa della crescente mole di lavoro e la malattia della tiroide che lo colpì, si trovò costretto a riciclare alcune delle prime storie di Félix per le serie di Tif et Tondu, Gil Jourdan e Jess Long. Fu anche costretto nel 1970 a passare la realizzazione dei disegni della serie Gil Jourdan a Gos ma continuando a scriverne le trame. Morì per un incidente d'auto; al funerale partecipò anche Michel d'Ornano, allora ministro francese della cultura.

## Eredità e influenza culturale
Le sue serie principali e più note vennero interrotte dopo la sua morte ma continuarono a essere ristampate per decenni, rimando note e fonte di ispirazione per altri artisti. Fra gli esponenti principali della "Scuola di Marcinelle", il suo lavoro ha influenzato artisti come Pom, Buth, Jean Roba, Martin Lodewijk, Gos, François Walthéry, Pierre Seron, Merho, Hanco Kolk, Yves Rodier, Cosey, Arthur Piroton, François Dimberton, Dragan De Lazare, P. Leika, Michel Constant, Steve Van Bael e Kamagurka. La seconda, incompiuta, storia di Marc Jaguar è stata completata nel 2018 da Étienne Borgers e Jean-Luc Delvaux, sotto la supervisione di François Walthéry. Olivier Schwartz e Yann evrebbero voluto rilanciare Gil Jourdan realizzandone nuove storie ma gli eredi lo hanno impedito.

## Riconoscimenti
- Prix Saint-Michel come miglior sceneggiatura umoristica (1971)[1]
- Stripschapprijs (1975)[1]
- Dal 1989 è presente nella mostra permanente presso il Comics Art Museum di Bruxelles.[1]